# Bảo tàng Công nghiệp Điện Jelenia Góra ở Szklarska Poręba
Bảo tàng Công nghiệp Điện Jelenia Góra ở Szklarska Poręba (tiếng Ba Lan: Muzeum Energetyki Jeleniogórskiej w Szklarskiej Porębie) tọa lạc tại số 2 Phố Jeleniogórska, Szklarska Poręba, Ba Lan, trước đây là một nhà máy thủy điện được xây dựng vào năm 1900. Bảo tàng do một chi nhánh của Hiệp hội Kỹ sư Điện Ba Lan ở Jelenia Góra điều hành.

## Lược sử hình thành
Bảo tàng Công nghiệp Điện Jelenia Góra ở Szklarska Poręba được chính thức mở cửa đón công chúng vào ngày 15 tháng 5 năm 1975 theo khởi xướng của Ludwik Szczepaniak.

## Triển lãm
Bộ sưu tập của Bảo tàng Công nghiệp Điện Jelenia Góra ở Szklarska Poręba hiện đang bao gồm khoảng 600 triển lãm, chủ yếu bao gồm các thiết bị được sử dụng bởi các thợ điện và kỹ sư điện từ đầu thế kỷ 20 (đồng hồ đo điện, máy biến áp, chất cách điện, máy phát điện, và các thứ khác).
Từ năm 1995, khách tham quan có thể đứng từ một ban công để nhìn thấy một nhà máy thủy điện đang hoạt động với hai tuabin Francis 0,057 MW và 0,099 MW, được công ty Briegleb, Hansen Gotha & Co sản xuất vào năm 1922.

## Giờ mở cửa
Đối với khách tham quan cá nhân, Bảo tàng Công nghiệp Điện Jelenia Góra ở Szklarska Poręba mở cửa vào thứ Bảy hàng tuần trong kỳ nghỉ hè, từ 10:00. Đối với các nhóm có tổ chức, Bảo tàng mở cửa sau khi có sự sắp xếp trước. Khách tham quan được vào cửa miễn phí.